# شبيهاوات اللحوي
شبيهاوات اللِحْوِي (الاسم العلمي: Hypenodinae)، فُصيلة حشرات عثية من فصيلة الأربوسية.